# Vilniaus žinios

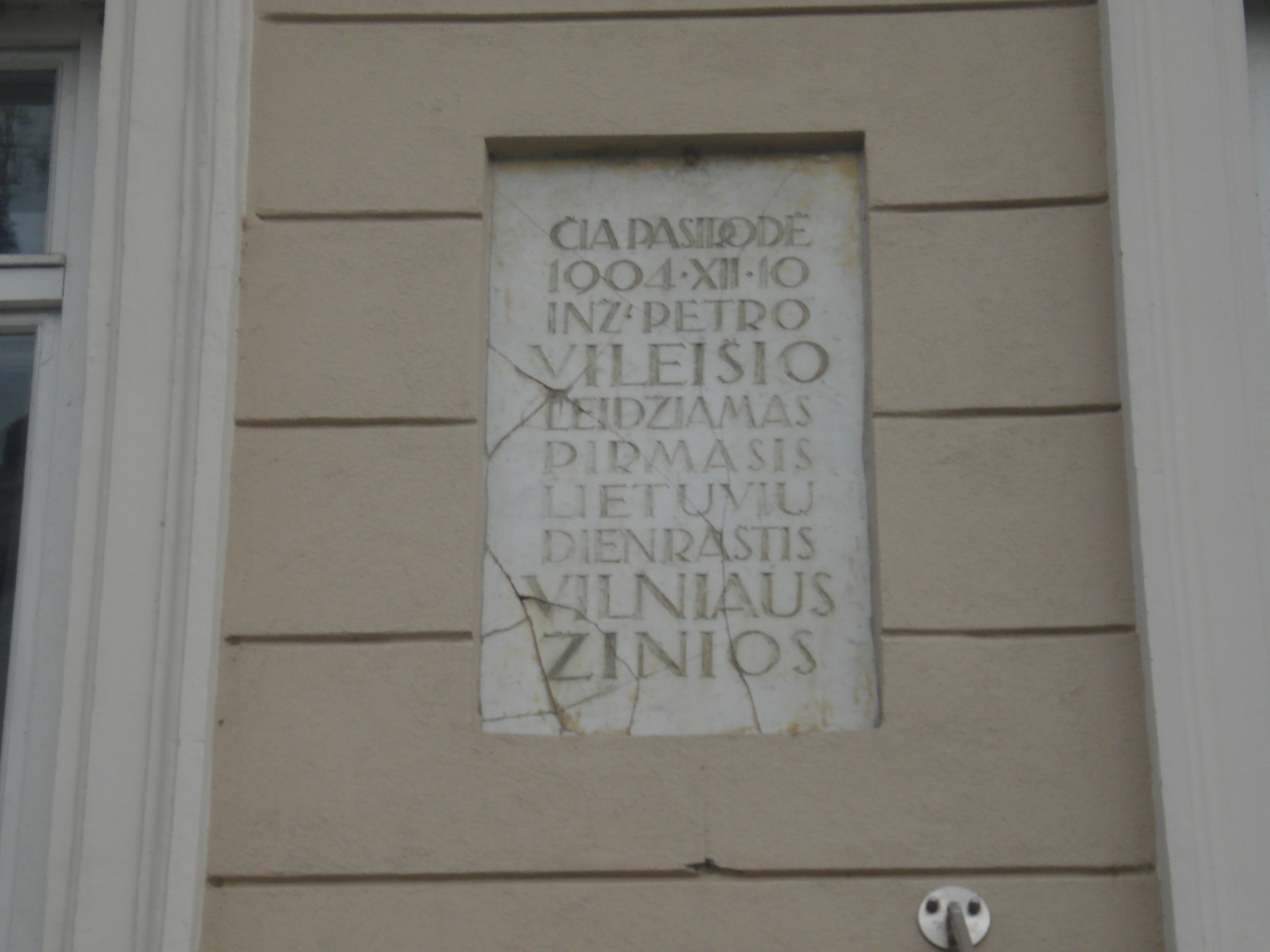
Мемориальная таблица

«Ви́льняус жи́нёс» (лит. Vilniaus žinios, «Виленские вести») — первая либеральная литовская ежедневная газета.
Выходила в Вильне с 10 (23) декабря 1904 до 7 (21) апреля 1907 и с 20 июня (3 июля) до 4 (17) марта 1909.
Редакторы-издатели братья Йонас Вилейшис и Пятрас Вилейшис. Фактические редакторы Йонас Кряучюнас, Казис Пуйда, П. Климайтис. В ядро редакции входили также языковед Йонас Яблонскис и редактор журнала «Варпас» Повилас Вишинскис.
Содержание составляли известия из Петербурга, Москвы, корреспонденции из городов и местечек Литвы, заметки о жизни литовцев в США, Германии, России, статьи на общественно-политические темы и темы культуры. Публиковались художественные произведения, переводы художественной литературы, литературная критика.
В газете сотрудничали писатель Йонас Билюнас, а также Антанас Сметона, Людас Гира, Юозас Тумас-Вайжгантас и другие выдающиеся впоследствии общественные и политические деятели, писатели и публицисты. Для неё писали также Миколас Биржишка, Антанас Венуолис, Жемайте, Винцас Капсукас, Клеофас Юргелионис,
Первый номер вышел тиражом 6 000 экземпляров. На первое полугодие 1905 года подписалось 5 613 читателей из Вильны, Ковны, Сувалок, Гродненской губернии, Сибири, Латвии, Польши, Финляндии, США. Однако в Вильне распродавалось ок. 150 экземпляров.
На здании в Вильнюсе (по бывшей улице Виленской, в советское время Гирос, ныне Вильняус, Vilniaus g. 39), где увидел свет первый номер газеты, установлена мемориальная таблица с надписью на литовском языке.

## Современность
С тем же названием издаётся еженедельная газета в наши дни. Издатель закрытое акционерное общество «Vilniaus žinios», входящая в концерн «Rubicon group». Редактор Раса Валаткявичюте.